# Tranvia a vapor del Real de San Carlos
| O&K-Lokomotive der Schmalspur-Dampfstraßenbahn                                                               |                     |                                   |                                   |
| Streckenlänge:                                                                                               | 5 km                |                                   |                                   |
| Spurweite:                                                                                                   | 600 mm (Schmalspur) |                                   |                                   |
| |                     |                                   |                                   |
| \| \| \| Hafen \| \| \| \| Muelle De Colonia Del Sacramento \| \| \| \| Plaza de toros Real de San Carlos \| |                     |                                   |                                   |
| |                     | Hafen                             |                                   |
| Kopfbahnhof Streckenanfang (Strecke außer Betrieb)                                                           |                     | Muelle De Colonia Del Sacramento  | Muelle De Colonia Del Sacramento  |
| Kopfbahnhof Streckenende (Strecke außer Betrieb)                                                             |                     | Plaza de toros Real de San Carlos | Plaza de toros Real de San Carlos |

Die Tranvia a vapor del Real de San Carlos oder umgangssprachlich Decauville del Real de San Carlos war eine mindestens von 1910 bis 1912 betriebene, etwa 5 km lange, teils zweigleisige Schmalspur-Dampfstraßenbahn in Colonia del Sacramento in Uruguay.

## Lage und Geschichte
Die Kleinstadt Colonia del Sacramento liegt gegenüber von Buenos Aires am Río de la Plata und wurde von dort aus gerne von argentinischen Tagesausflüglern insbesondere wegen der in Argentinien verbotenen Stierkämpfe und des Spielkasinos besucht. Um die Anreise zu der 1910 neu gebauten Stierkampfarena zu erleichtern, wurde um 1910 auf der Uferpromenade eine Dampfeisenbahn von der Hafenmole bis zum Plaza de toros Real de San Carlos verlegt und betrieben, die sich bei den argentinischen Touristen großer Beliebtheit erfreute.